# 북후초등학교
북후초등학교는 대한민국 경상북도 안동시 북후면 장기리에 있는 공립 초등학교다.

## 학교 연혁
- 1929년 9월 10일 북후공립보통학교(4년제) 개교설립인가 8월 1일
- 1938년 4월 1일 북후공립심상소학교 개칭[1]
- 1939년 3월 31일 6년제 연장 인가
- 1941년 4월 1일 북후공립국민학교 개칭[2]
- 1981년 12월 20일 병설유치원(1학급) 개원
- 1990년 3월 1일 학산분교장, 월전분교장 편입
- 1994년 4월 1일 녹전면 사신리, 서삼리 본교로 편입
- 1994년 9월 1일 월전분교장 통폐합
- 1995년 3월 1일 학산분교장 통폐합
- 1996년 3월 1일 북후초등학교로 개칭[3]
- 1996년 3월 1일 오운분교장 통폐합
- 1998년 3월 1일 연곡분교장 편입
- 2008년 3월 1일 연곡분교장 통폐합
- 2015년 9월 1일 우영식 교장 부임
- 2017년 2월 9일 제85회 졸업, 졸업생 계 7,001명
- 2017년 3월 1일 초등 6학급, 병설유치원 1학급 편성

## 학교 상징
- 우리 학교 꽃 - 철쭉 : 곱게 피어나는 철쭉처럼 아름다운 사람이 되자.
- 우리 학교 나무 - 향나무 : 늘 푸른 향나무처럼 향기로운 사람이 되자.

## 참고 자료
- 북후초등학교 - 한국교육학술정보원 학교알리미